# Джаггери
Джаггери — нерафинированный брикетированный сахар (чаще всего тростниковый, но в некоторых случаях и пальмовый), распространённый на территории Южной Азии, в первую очередь в Индии и сопредельных странах (Шри-Ланка, Непал, Пакистан, Бангладеш, Афганистан и др.). Цвет джаггери может варьироваться от золотисто-коричневого до тёмно-коричневого. Джаггери содержит до 50% сахарозы, до 20% инвертного сахара и до 20% воды, а остальное может приходиться на долю других нерастворимых веществ, таких, как фрагменты тростниковых волокон (багассы). Ближайшим аналогом индийского джаггери является латиноамериканская панела, которая отличается от него только регионом происхождения, а также тем, что бывает только тростниковой.

## Этимология
Слово «jaggery» заимствовано в английский язык из португальского (по всей видимости потому, что португальцы попали в Индию раньше англичан), а в конечном итоге сложным образом восходит к санскритскому शर्करा (sharkara), от которого происходит и русское слово «сахар». 

## Общая информация
Индия традиционно является одним из крупнейших в мире производителей и потребителей тростникового сахара. При этом значительная часть всего произведённого сахара потребляется здесь в виде джаггери. Однако под этим термином может пониматься и пальмовый сахар, продаваемый в виде таких же брикетов, который получают из сока нескольких разновидностей пальмы (винная пальма, кокосовая пальма, нипа, финиковая пальма и так далее). В случае с пальмовым сахаром, полученный сок уваривается в больших, неглубоких, круглодонных сосудах, превращаясь сначала в сироп, а затем и собственно в сахар. Не сильно отличается этот процесс и в случае с тростниковым сахаром. 

## Традиционное производство тростникового джаггери

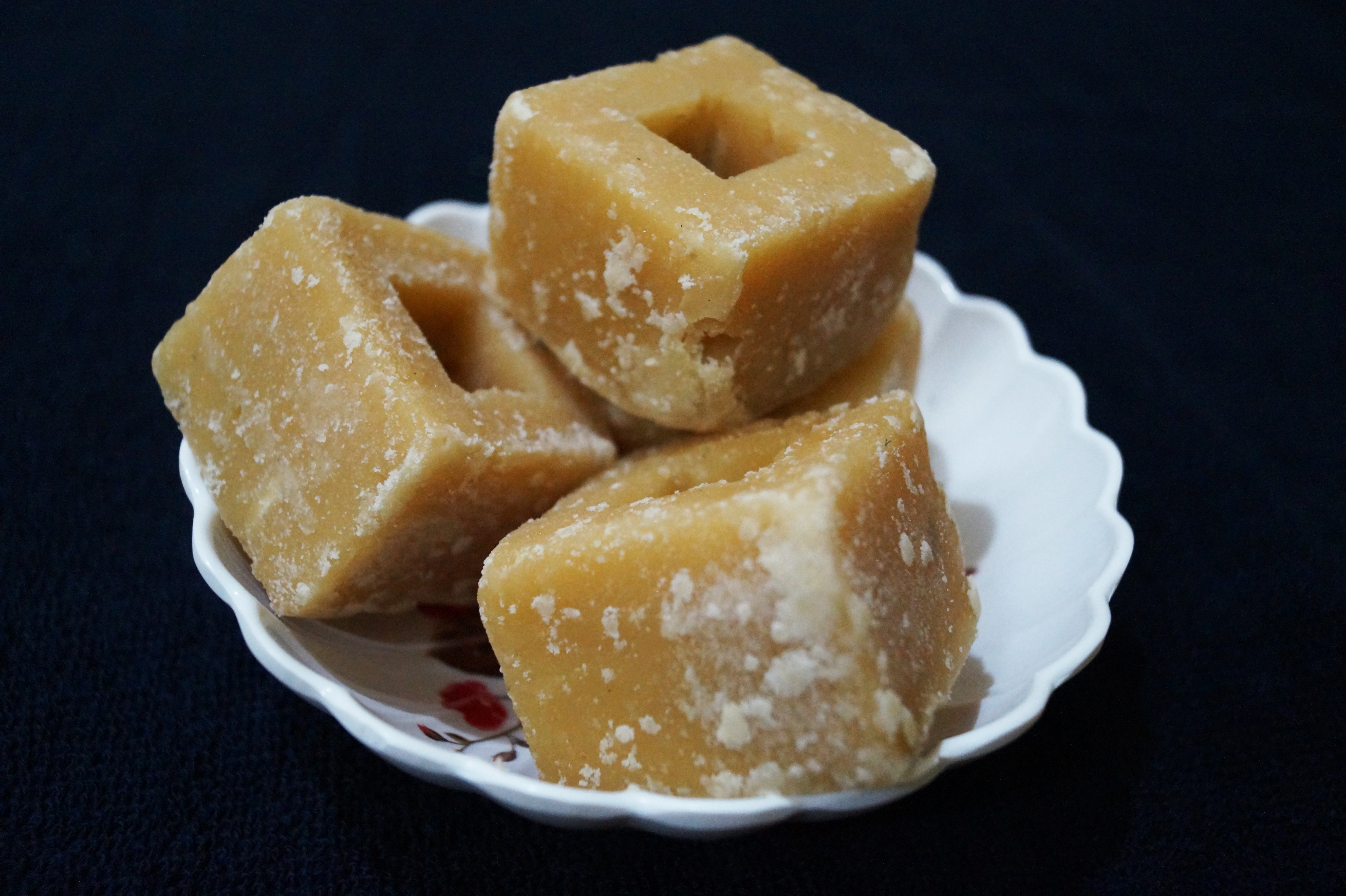
Джаггери в брикетах кубической формы.

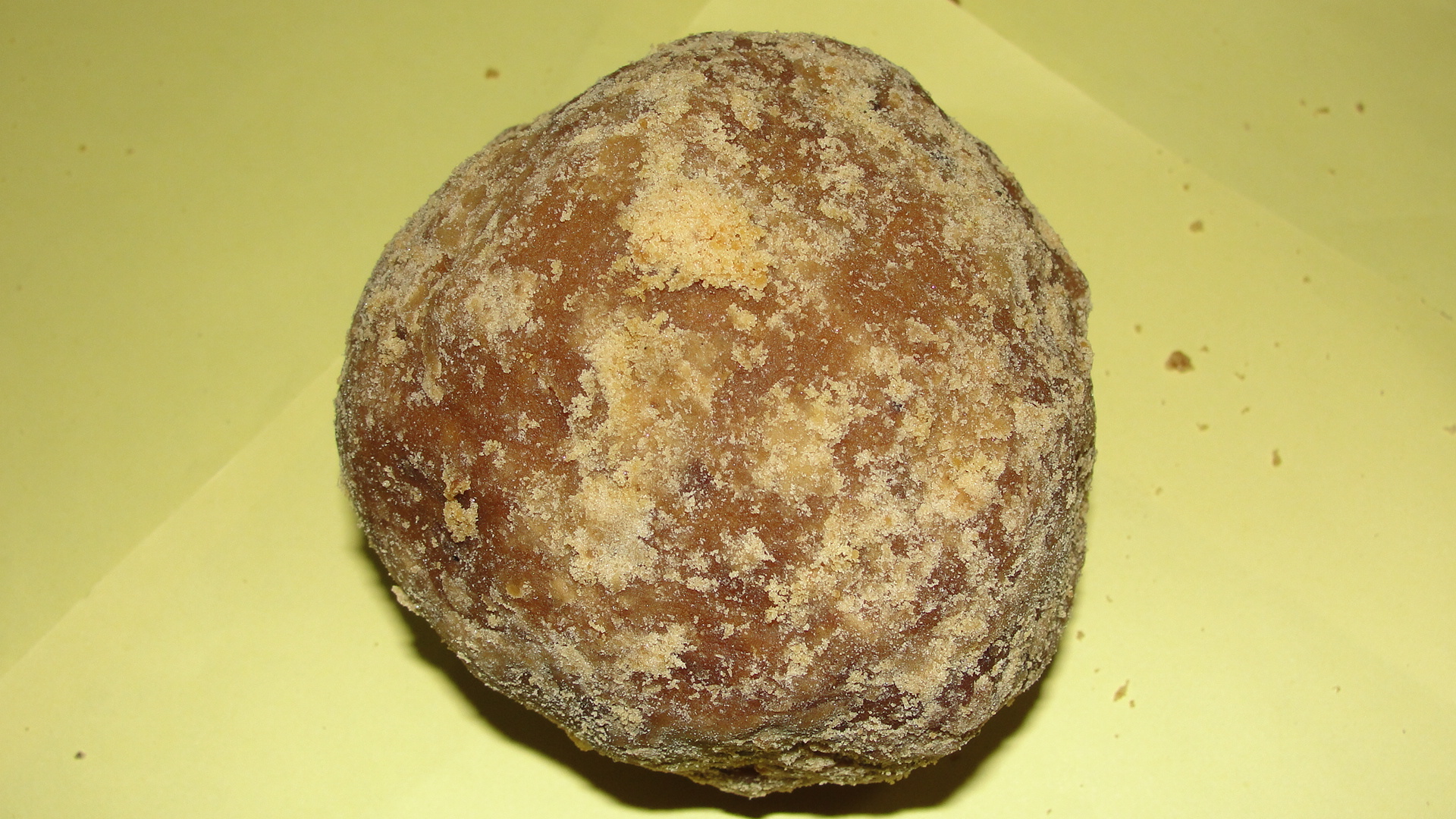
Джаггери. Шарообразный брикет.

Исторически крестьяне, занятые выращиванием сахарного тростника, использовали дробилки, которые приводились в движение быками, но все современные дробилки имеют механический привод. Эти дробилки размещаются поблизости от тростниковых полей. Нарезанный и очищенный сахарный тростник измельчают, а извлечённый сок тростника собирают в большой сосуд. Некоторое количество сока переносится в меньший сосуд для нагрева на печи.
Сосуд нагревается около часа. Высушенное волокно измельченного сахарного тростника традиционно используется в качестве топлива для печи, на которой кипятится сок. При кипячении сока в него добавляют гашённую известь, чтобы все мелкие волокнистые частицы всплывали наверх в виде своего рода пены, которую снимают. Наконец, сок густеет. Полученная густая жидкость (сироп) составляет около трети первоначального объёма исходной жидкости.
Цвет сиропа золотистый. Его продолжают подогревать, непрерывно помешивают и поднимают лопаточкой, чтобы наблюдать, образует ли он нити или капает при падении. Если жидкость образует много нитей, то джаггери готов. Его выливают в неглубокую плоскодонную кастрюлю большого размера для охлаждения и дальнейшего застывания. После застывания джаггери становятся относительно мягким твердым веществом, брикетам которого придают необходимую форму. О качестве тростникового джаггери судят по его цвету: тёмно-коричневый цвет означает, что в джаггери больше примесей, тогда как золотисто-жёлтый цвет означает, что джаггери относительно чистый. Из-за этого менее качественный джаггери иногда подкрашивают, чтобы имитировать золотистый оттенок. Впрочем, необходимо иметь в виду, что пальмовый джаггери, полученный из сока разных пальм, имеет свои отличия по цвету.

## Использование

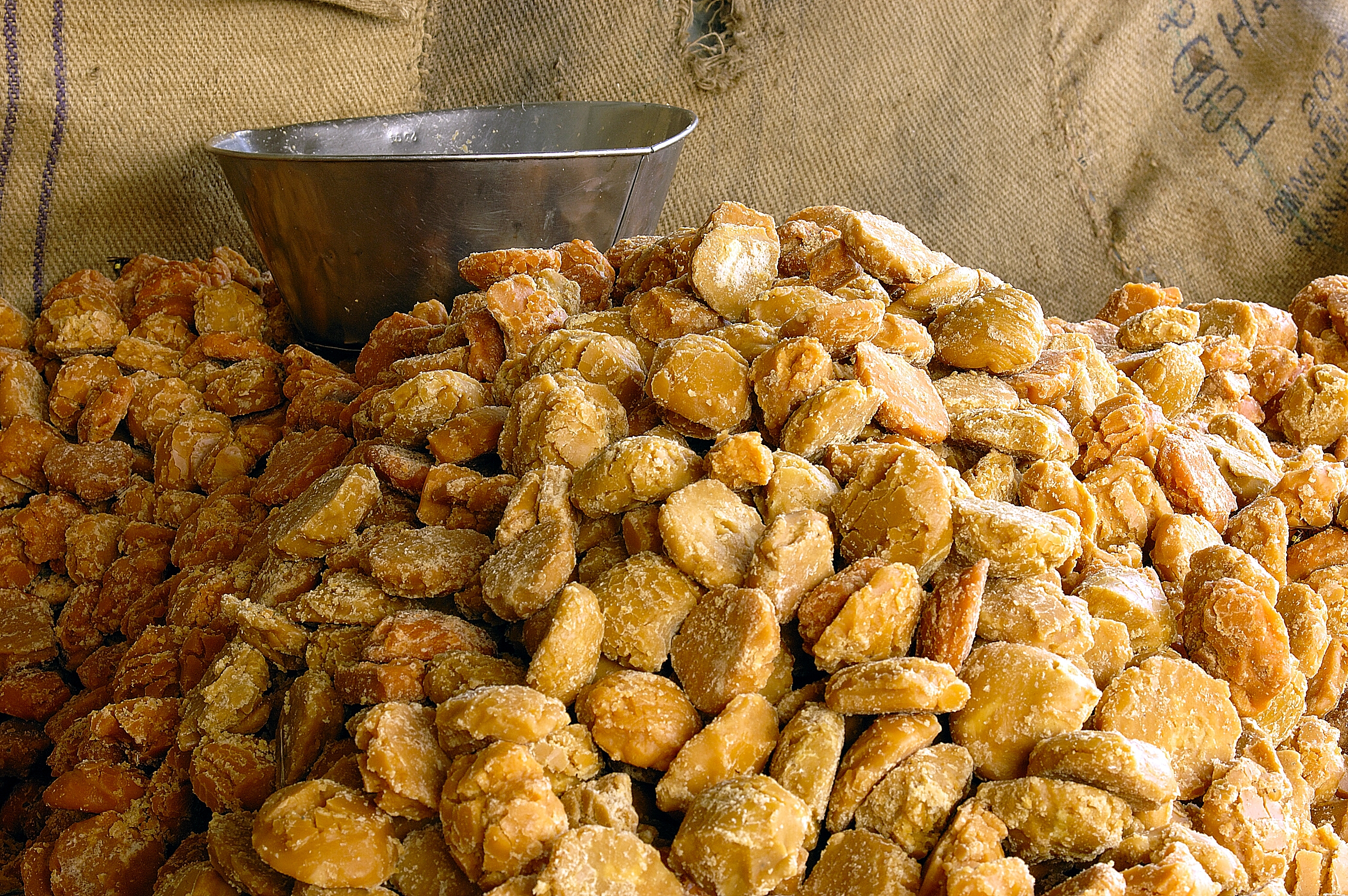
Джаггери в штате Пенджаб, Индия.

Джаггери используется в качестве ингредиента во многих сладких и соленых блюдах в кухнях Индии, Бангладеш, Непала, Шри-Ланки, Афганистана, Ирана, Пакистана и Мьянмы. Помимо использования в продуктах и безалкогольных напитках, джаггери может быть использован и при создании алкогольных напитков, таких, как пальмовое вино.

### Индия

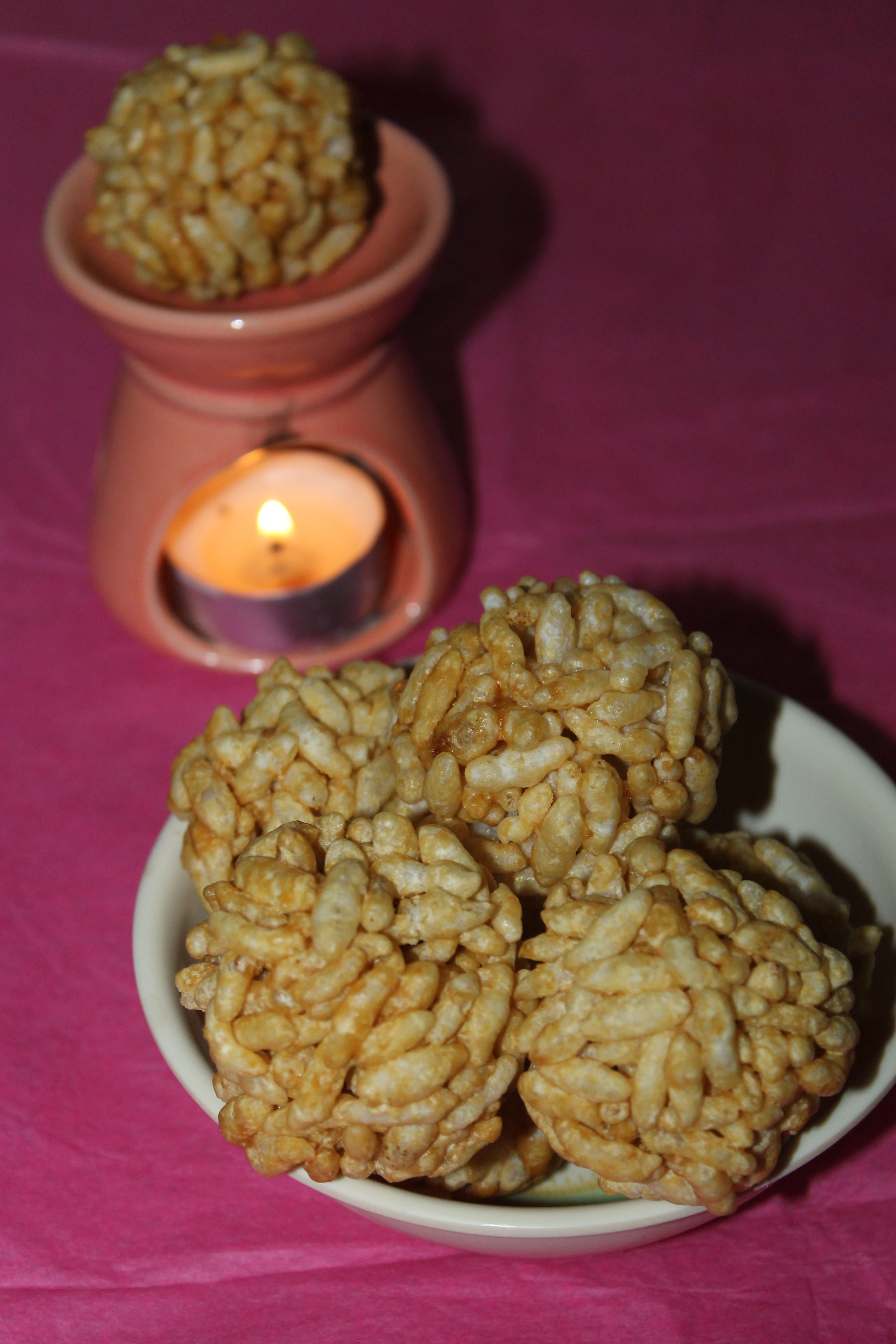
Индийский десерт из джаггери и воздушного риса.

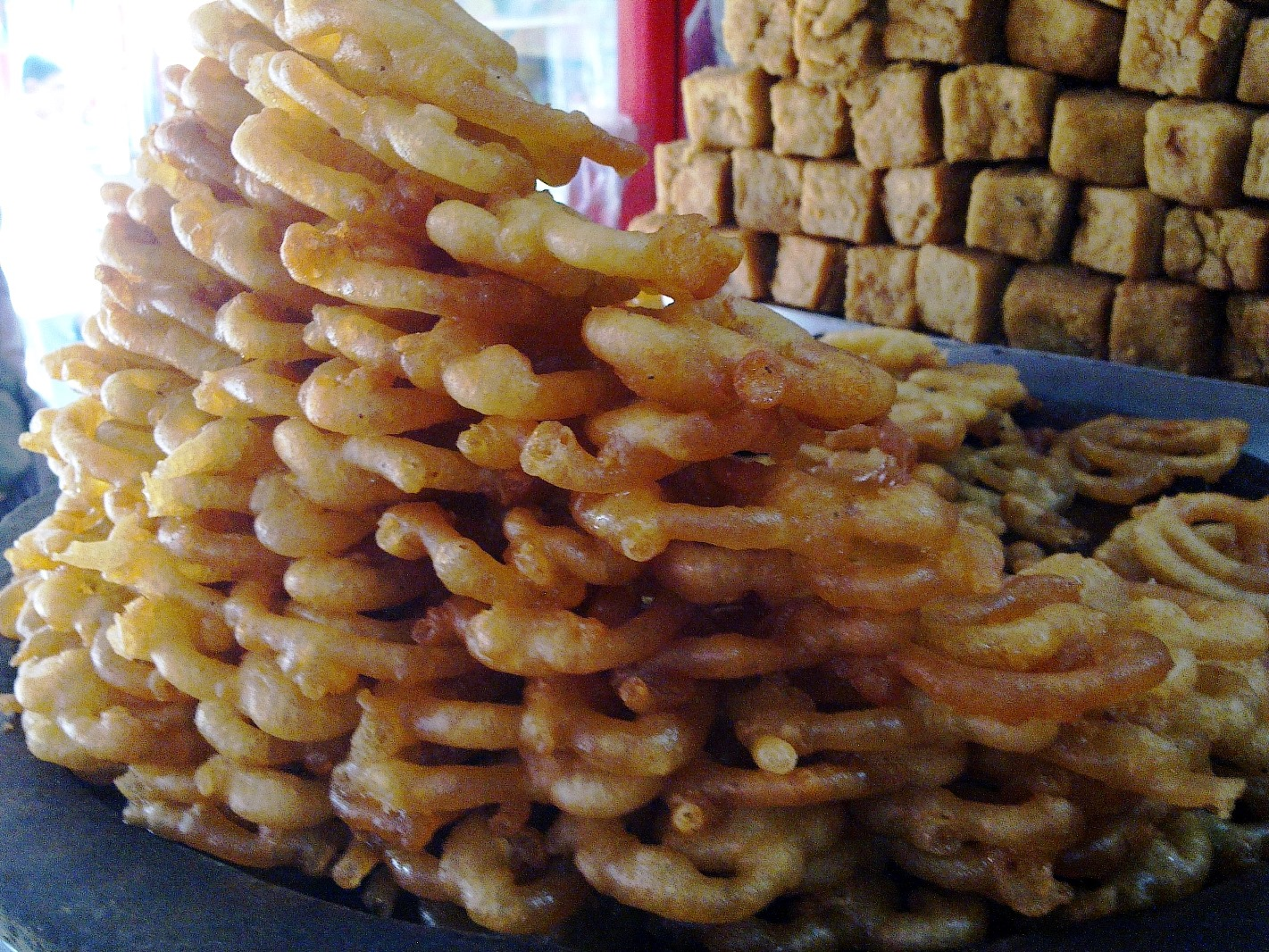
Джалеби (спереди) и брикеты джаггери на базаре в Госабе, Индия.

В Индии джаггери носит названия: «гур» на хинди (गुड़) и урду (گڑھ), «гул» (गुळ) на маратхи, «беллам» (బెల్లం) на телугу, «белла» (ಬೆಲ್ಲ) на языке каннада, и ряд других. Индийский штат Махараштра в Индии является, по некоторым данным, крупнейшим производителем и потребителем джаггери, однако в целом он распространён практически по всей Индии.
В Индии джаггери используют не только для приготовления десертов и сладких блюд, но и повсеместно добавляют в острые блюда, чтобы смягчить их вкус и сыграть на контрасте острого и сладкого. Фактически, измельчённый джаггери может служить компонентом едва ли не каждого блюда индийской кухни, начиная с супов, таких как чечевичный дал, продолжая соусами вроде самбара, вторыми блюдами, напитками, и заканчивая десертами, такими, как ладду. Хотя обычно джаггери используют в измельчённом виде, он также может употребляться вприкуску, как самостоятельная сладость. В целом, джаггери рассматривается как традиционный и относительно недорогой продукт, который предпочитают самые широкие или традиционно ориентированные слои индийского общества, тогда как средний класс больших городов отдаёт предпочтение «модному» рафинированному сахару. 
Меласса, побочный продукт производства джаггери, используется в сельских районах многих индийских индийских штатов в качестве подсластителя. Она содержит много минералов, не содержащихся в обычном сахаре, и считается полезной для здоровья в традиционной аюрведической медицине (научная медицина эту точку зрения не разделяет). 
С джаггери в Индии связан ряд традиций и поверий. Так, в сельских районах штатов Махараштра и Карнатака человеку, возвращающемуся домой с работы под палящим солнцем, дают воду и кусок джаггери. В штате Гуджарат во время помолвки, мелкие частицы джаггери смешивают с семенами кориандра, поэтому во многих гуджаратских общинах помолвка известна под метонимом гол-дхана (ગોળ-ધાણા), буквально «сахарные и кориандровые семена». В штате Тамилнад на юге страны джаггери добавляют в сладкий напиток пайсам, который используется как подношение богам Индуизма. Аналогично, в штате Андхра-Прадеш ритуальный напиток, содержащий джаггери, служит подношением богу Раме на празднике Рамнавами.

### Шри-Ланка
На Шри-Ланке, джаггери, как правило, делается из сока пальмы kithul (винная пальма), или кокосовой пальмы. Соответствующие названия на сингальском языке: «китул хакуру» (කිතුල් හකුරු) и «пол хакуру» (පොල් හකුරු). Джаггери из сиропа пальмирской пальмы распространён в северной части страны; его называют «пальмира джаггери» или «тал хакуру» (තල් හකුරු). Тростниковый джаггери на Шри-Ланке ценится ниже пальмового.

### Мьянма

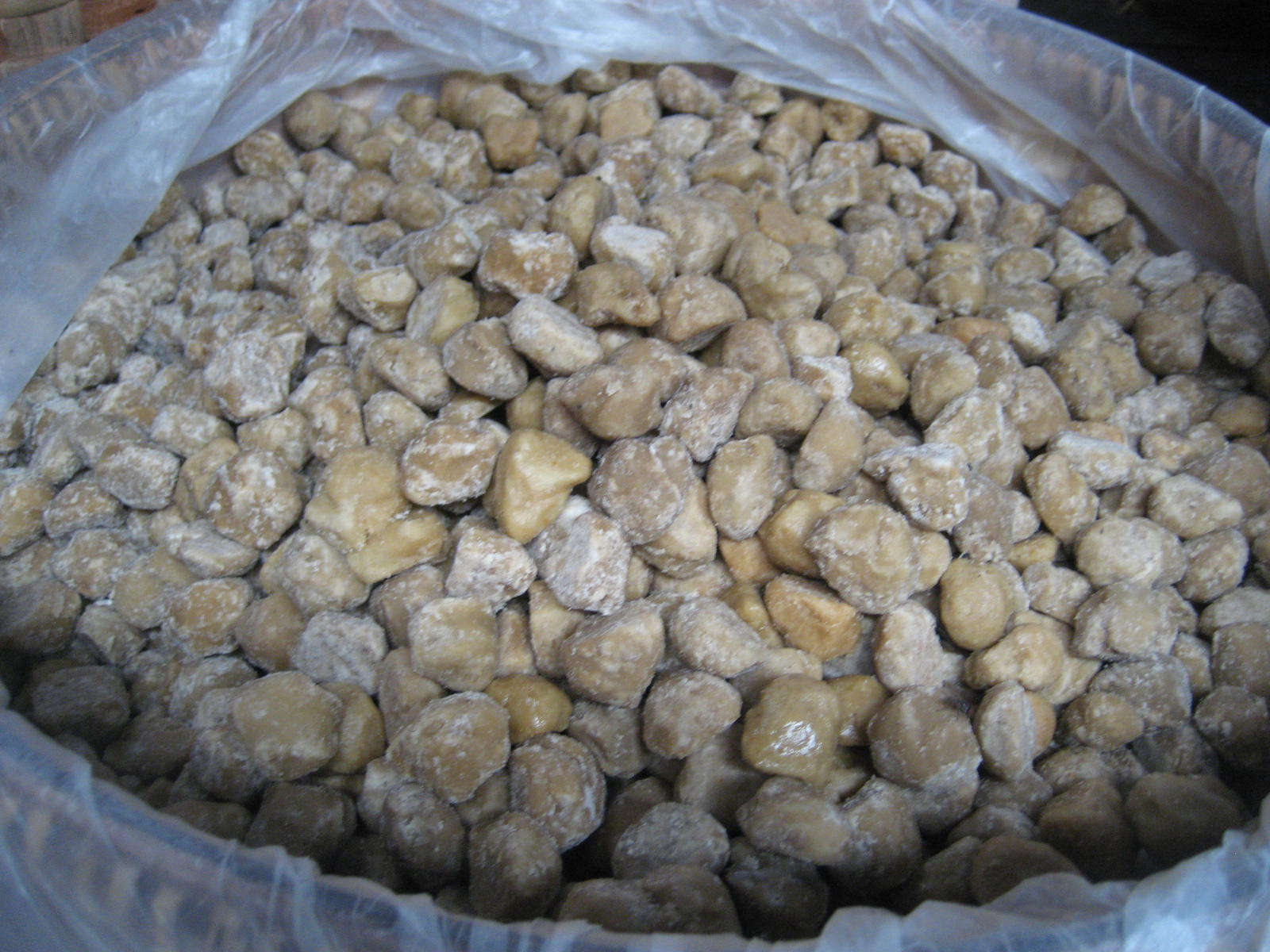
Мьянманский джаггери на ярмарке в Мандалае.

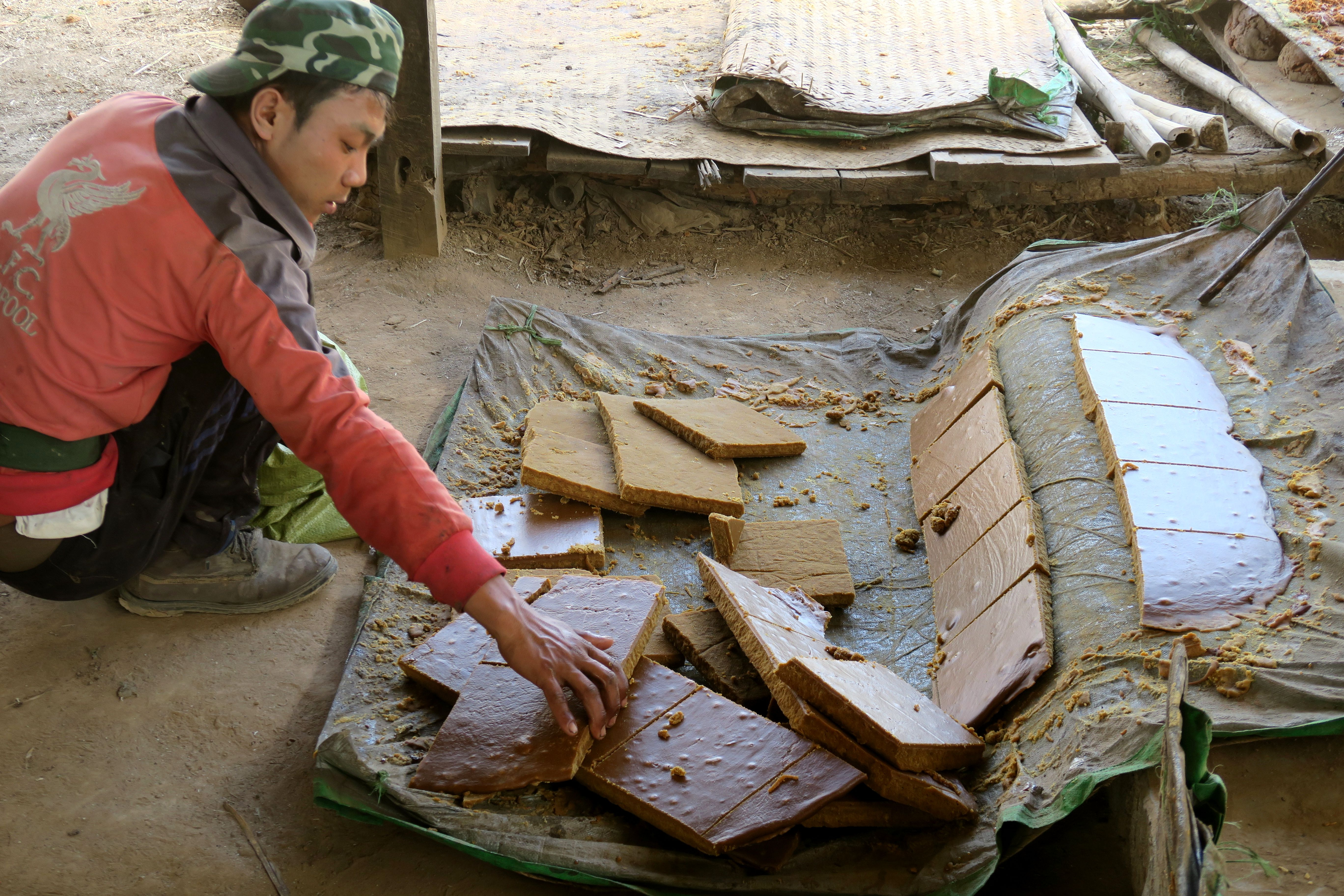
Тростниковый джаггери. Мьянма.

В Мьянме используется преимущественно пальмовый джаггери. Для его получения полупрозрачный белый сироп кипятят до золотисто-коричневого цвета, а затем формируют в небольшие брикеты. Эти брикеты обычно употребляются во второй половине дня вприкуску с зелёным чаем.

### Непищевое использование
Помимо пищевого использования, джаггери может использоваться как краситель при традиционном окрашивании тканей. Также его нередко кладут в кальяны в сельских районах Пакистана и Индии.